# Орлате
Орлате (алб. Arllat) је насеље у општини Глоговац, Косово и Метохија, Република Србија.
Код села је 1930-тих насељено нешто људи са босанске тромеђе, "на потпуно голој ледини за њих је настао страховит паћенички живот".

## Становништво
| Демографија | Демографија | Демографија |
| Година      | Становника  | Становника  |
| ----------- | ----------- | ----------- |
| 1948.       | 969         |             |
| 1953.       | 1.046       |             |
| 1961.       | 1.252       |             |
| 1971.       | 1.568       |             |
| 1981.       | 2.199       |             |
| 1991.       | 3.000       |             |